# Jennifer Thomson
Jennifer Ann Thomson (nascuda el 16 de juny de 1947) és una microbiòloga sud-africana.
Va néixer a Ciutat del Cap. Va rebre una llicenciatura en zoologia per la Universitat de Ciutat del Cap, un màster en genètica per la Universitat de Cambridge i un doctorat en microbiologia per la Universitat de Rhodes. Thomson era becaria postdoctoral a la Harvard Medical School. Va ser professora i professora associada al departament de genètica de la Universitat de Witwatersrand. Va fundar el Laboratori de Biologia Molecular i Cel·lular per al Consell d’Investigacions Científiques i Industrials i en va ser la directora. Després, va ser professora i cap del departament de microbiologia de la Universitat de Ciutat del Cap. Després de la reestructuració del departament, es va convertir en professora emèrita de microbiologia al departament de biologia molecular i cel·lular.
La seva investigació s'ha centrat en el desenvolupament de blat de moro resistent al virus del blat de moro endèmic africà i a la sequera. Thomson ha estat president i membre del Comitè d'Enginyeria Genètica de Sud-àfrica, cofundador i president de South African Women in Science and Engineering i vicepresident de l'Acadèmia de Ciències de Sud-àfrica. És membre de la Royal Society of South Africa. Ha rebut el premi L’Oréal-UNESCO per a les dones en ciència i un doctorat honoris causa per la Sorbona.